# چراغ‌کوسه نیوزلند
چراغ‌کوسه نیوزلند (نام علمی: Etmopterus baxteri) نام یک گونه از راسته خاردارکوسه‌سانان است.